# Die unvollkommene Ehe
Die unvollkommene Ehe ist eine österreichische Filmkomödie aus dem Jahre 1959. Unter der Regie von Robert A. Stemmle spielen Paula Wessely, Johannes Heesters, Johanna Matz und Dietmar Schönherr die Hauptrollen.

## Handlung
Rechtsanwältin Dr. Winifred Lert ist eine geschiedene Frau und seit der Trennung von ihrem Gatten, Professor Paul Lert, eine veritable Eheverächterin geworden. Konsequenterweise hat sie sich auf Ehescheidungen spezialisiert. Dies wäre nicht weiter schlimm, wenn sie nicht ihre Tochter Susi vehement mit ihren Überzeugungen bedrängen und ihr in Zukunft unbedingt von einer Eheschließung abraten würde. Da gibt es aber ein Problem: Zeitungsreporter Rolf Beckmayer, Susis Liebster, ist bereits mit ihr verheiratet, nur darf Schwiegermutter Winifred davon keinesfalls erfahren. Und so hat nun Susi alle Hände voll zu tun, gemeinsam mit Rolf die Posse von einem unverheirateten Liebespaar vorzuspielen, was zu der damaligen Zeit, in den 1950er Jahren, nahezu einem Skandal von ungeheurer Sittenlosigkeit gleichkam. Dies aber ist Frau Dr. Lert nun auch nicht recht. Sie ist geradezu entsetzt darüber, wie ungezwungen die jungen Leute heutzutage öffentlich (und unverheiratet!) ihre Liebe ausleben. 
Endlich hat Susi ihre Mutter dorthin gebracht, wo sie sie haben wollte. Empört fordert die biedere Großbürgerin, das Paar solle endlich seine Liebe „legitimieren“ und verlangt speziell von Rolf, dass er ihre Tochter heiratet. Denn das, was die beiden gemeinsam in ihrer Münchner Wohnung zusammen „treiben“, geht nach Ansicht der Dr. Lert entschieden zu weit. Rolf und seine Gattin Susi wären keine cleveren Zeitungsreporter, wenn sie nicht schnell schalten und aus dieser Situation eine smarte Idee entwickeln würden. Beide verlangen nun als Gegenzug von Winifred, dass sie fortan ihre Ehephobie auch für sich selbst endgültig begräbt. Sie soll mit gutem Beispiel vorangehen und ihre Wandlung in dieser Angelegenheit vom Saulus zum Paulus unter Beweis stellen, am besten gegenüber ihrem Ex-Mann Paul! Und so tritt die einstige Ehehasserin Frau Dr. Lert erneut vor den Standesbeamten, nicht ohne die Worte „Machen Sie’s kurz!“ herauszuknurren.

## Produktionsnotizen
Die unvollkommene Ehe entstand im Frühling 1959 in Wien und wurde am 5. August 1959 im Rahmen der ersten Moskauer Internationalen Filmfestspiele uraufgeführt. Die deutsche Premiere war am 4. September 1959. 
Otto Dürer übernahm die Herstellungsleitung. Fritz Mögle und Heinz Ockermüller gestalteten die Filmbauten. Alfons Stummer war Regieassistent.

## Kritiken
Bei film.at heißt es „Der letzte Kinofilm der Wessely wirkt wie eine späte Reminiszenz an Zeiten, zu denen eine starke Frau auf der Leinwand wirklich noch etwas zu tun hatte“.

„Banales Lustspiel auf dem Boden bieder tuender Zweideutigkeit.“

Die Online-Ausgabe von Cinema nannte den Film eine „etwas schwerfällige(n) Posse“.